# Elmira (Ohio)
Elmira é uma comunidade sem personalidade jurídica do condado de Fulton, no estado americano de Ohio.

## História
Um correio foi estabelecido em Elmira em 1839, e cerca de onze anos depois foi transferido para Burlington, onde o escritório aparentemente manteve o nome Elmira.
Elmira é o início da trilha da Wabash Cannonball Trail, uma conversão da trilha ferroviária da extinta Wabash Railroad. Uma ponte ferroviária de 210 pés atravessa o rio Tiffin na trilha a oeste da comunidade.